# Plutónium

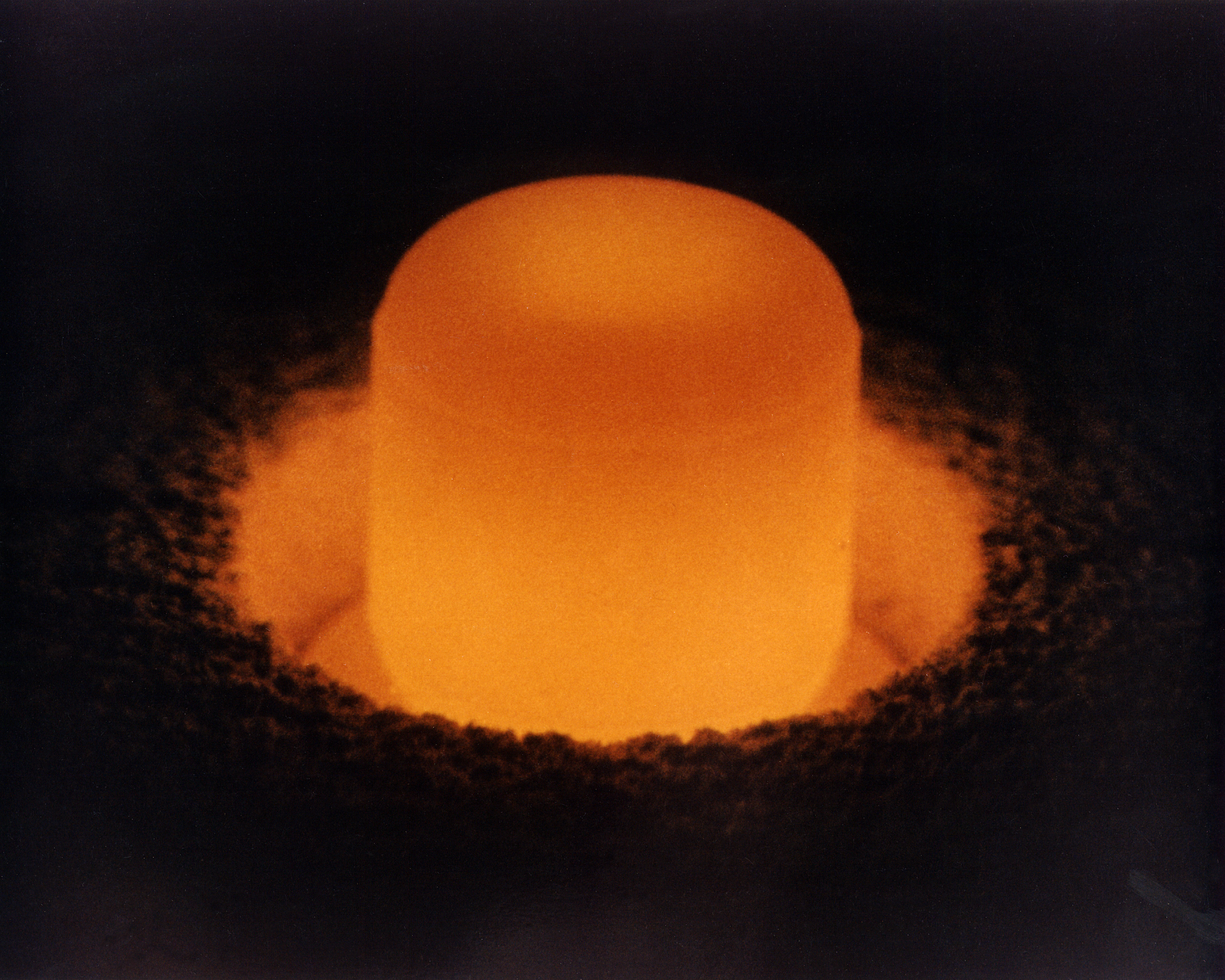
A plutónium 238-pogácsa saját fény kibocsájtására képes

A plutónium (latinul: Plutonium; vegyjel: Pu) mesterséges, radioaktív, transzurán kémiai elem. Rendszáma 94. Az aktinoidák közé tartozik, ezüstszürke megjelenésű fém, levegő hatására matt oxidréteg keletkezik rajta.
Nevét a Pluto (törpe)bolygó nevéből kapta. A plutónium ugyanúgy a neptúnium után következik a periodusos rendszerben, ahogyan a Pluto a Neptunusz bolygó után. (Az elnevezés idején a Plutót még a bolygók közé sorolták.)
Az elem normál körülmények között 6 féle allotrop módosulattal rendelkezik, 4 féle oxidációs állapotban fordul elő. Reagál szénnel, halogénekkel, nitrogénnel és szilíciummal. Ha nedves levegő éri, oxidokat és hidrideket képez, amelyek akár a minta térfogatának 70%-át is kitehetik. Ezek pelyheket alkotva por formájában piroforosak (öngyulladóak). A csontokban felhalmozódhat. A felsorolt tulajdonságok miatt kezelése meglehetősen veszélyes.

## Izotópok
A plutónium a legnehezebb Föld keletkezése előtti elem. Legstabilabb izotópja, a Pu-244 révén, melynek felezési ideje (80 millió év) elegendő ahhoz, hogy nyomnyi mennyiségben megtalálható legyen a természetben. A plutónium nagy része a maghasadás révén keletkezik, ekkor ugyanis a felszabaduló neutronok az urán-238 magokat plutóniummagokká alakítják.
A plutónium-239-et (felezési ideje 24 100 év) és 241-et hasadóanyagként használják, azaz atommagjaik nagyenergiájú neutronokkal bombázva felhasadnak, energia, gamma-sugárzás és még több neutron keletkezésének kíséretében. Ezek a neutronok képesek láncreakciót fenntartani, amit az atomerőművekben, illetve az atombombákban hasznosítanak.
A plutónium-238 alfa-sugárzó, felezési ideje 88 év. A radioizotópos termoelektromos generátorok hőforrásaként használják, amelyek bizonyos űreszközök működtetésére szolgálnak. A plutónium-240 erős spontán maghasadó anyag, bármely minta neutronfluxusát megnöveli, amelyben megtalálható. A plutónium-240 jelenléte akadályozó tényező a minta fegyverekben vagy reaktorokban való felhasználhatóságában. A különböző plutóniumizotópok szétválasztása nehéz és költséges eljárás, ezért azokat speciális reaktorokban gyártják.

## Története
Plutóniumot először a Glenn T. Seaborg és Edwin McMillan által vezetett kutatócsoport állított elő 1940-ben a berkeleyi California Egyetem laboratóriumában. Urán-238 izotópot bombáztak deuteronokkal (deutérium-atommagok). A plutónium nyomokban a természetben is előfordul. Nagy mennyiségben történő gyártására először a Manhattan terv keretében, a második világháború idején került sor az atombombák kifejlesztésekor. Az első – Trinity kódnevű – kísérleti atomrobbantásra 1945 júliusában került sor, a második („Fat Man” névre keresztelt) atombomba Nagaszaki városát pusztította el 1945 augusztusában. Mindkét esetben plutónium-239 volt a töltetben. A háború alatt és után számos titkos és orvosi etikába ütköző sugárkísérletet hajtottak végre embereken, számtalan halálos kimenetelű volt közöttük. Az atomerőművekből származó plutóniumhulladék és a hidegháborúban gyártott és később leszerelt atomfegyverek radioaktív hulladékának tárolása komoly környezetvédelmi probléma. A mára már betiltott föld feletti kísérleti atomrobbantások során plutónium került a felső légkörbe is.

## Tulajdonságok

### Fizikai tulajdonságok
A plutónium a többi fémhez hasonlóan világos ezüstszürke, első látásra sokban hasonlít a nikkelre, ugyanakkor nagyon gyorsan oxidálódik, szürkés, mások beszámolója alapján sárga vagy olívazöld réteg alakul ki rajta. Szobahőmérsékleten az α-módosulat a leggyakoribb, melynek keménysége és törékenysége a szürke öntöttvashoz hasonló. Megfelelő fémekkel ötvözve puhává és hajlékonnyá alakítható. A többi fémtől eltérően nem jó hő- és elektromos vezető. Viszonylag alacsony olvadáspontú (~640 °C), viszont szokatlanul magas a forráspontja (~3228 °C).
A plutóniumra legjellemzőbb bomlás az α-bomlás, mely során nagyenergiájú héliumatommagok szabadulnak fel. Egy 5 kg-os plutónium-239 tömb kb. 12,5·1024 atomot tartalmaz. A 24 100 éves felezési idővel számolva másodpercenként kb. 11,5·1012 db atom bomlik el, egyenként 5,157 MeV energia kisugárzása közben. Ez 9,68 W teljesítménynek felel meg. Tapintásakor az alfa-részecskék sebességcsökkenése által termelődő hő miatt melegnek tapasztaljuk.
Elektromos ellenállása szobahőmérsékleten a fémekhez képest igen magas, és a hőmérséklet csökkenésével tovább nő (amely éppen ellentétes a fémek esetében megszokott viselkedéssel). Ez a tendencia folytatódik egészen 100 K-es hőmérsékletig lemenve, mely érték alatt az ellenállás gyorsan csökken friss minták esetében. Az ellenállás ezután nőni kezd egészen 20 K-es értékig a sugárkárosodás miatt, melynek mértéke függ a minta izotópösszetételétől.
A minta önbesugárzása miatt bekövetkező kristályrácsfáradás miatt az atomok rendezettsége csökken.
A legtöbb anyaggal ellentétben a plutónium sűrűsége olvadáskor megnő (csakúgy, mint víz esetében) 2,5%-kal, de a folyékony fém sűrűsége lineárisan csökken a hőmérséklet növelésével. Az olvadáspont közelében a folyékony fém igen magas viszkozitással és felületi feszültséggel bír a többi fémmel ellentétben.

### Allotrop módosulatok

A plutónium 6 allotrop módosulata adott külső nyomáson

A plutóniumnak normál körülmények között 6 allotrop módosulata létezik, magas hőmérsékleten egy igen szűk nyomástartományban pedig egy hetedik zéta (ζ) módosulat keletkezik. Ezen eltérő szerkezetek meglehetősen hasonló nagyságú belső energiával rendelkeznek, de a sűrűségükben és kristályszerkezetükben jelentősen különböznek. Ez teszi nagyon érzékennyé a hőmérsékleti, nyomásbeli és kémiai körülményekkel szemben, továbbá ennek köszönhető a nagymértékű térfogatváltozás az egyes fázisátalakulások során. A különböző módosulatok sűrűsége 16,00 g/cm³ és 19,86 g/cm³ értékek között mozog.
A sok módosulat létezése teszi rendkívül bonyolulttá a plutónium gyártását és kezelését, hiszen könnyen zajlanak le állapotváltozások a fémben. Szobahőmérsékleten az α-módosulat stabilis, amely az öntöttvashoz hasonló tulajdonságú, míg egy kevéssel magasabb hőmérsékleten átalakul a könnyen formálható β-módosulattá. A fázisdiagram komplikáltságának oka jelenleg nem teljesen tisztázott. Az α-módosulat alacsony szimmetriájú monoklin szerkezetű, ez okozza törékenységét, keménységét, nagy kompresszibilitását és alacsony hővezető képességét.
A δ-módosulat normális esetben 310 °C és 452 °C értékek között áll fenn, de szobahőmérsékleten is megőrzi stabilitását, ha a fémet alacsony százalékban ötvözzük galliummal, alumíniummal vagy cériummal. Ekkor megmunkálhatóvá és hegeszthetővé válik. A δ-módosulat erősen fémes jellegű, szilárdsága és alakíthatósága hasonló az alumíniuméhoz.
Az atomfegyverek okozta lökéshullámok képesek annyira összenyomni a bomba plutónium töltetét, hogy a hagyományos δ-módosulat a sűrűbb α-módosulattá alakuljon, jelentősen elősegítve a szuperkritikus állapot létrejöttét. Az ε-fázis, a plutónium legmagasabb hőmérsékletű szilárd allotrópja rendkívül magas atomi öndiffúziós képességgel rendelkezik más elemekhez képest.

### Maghasadás

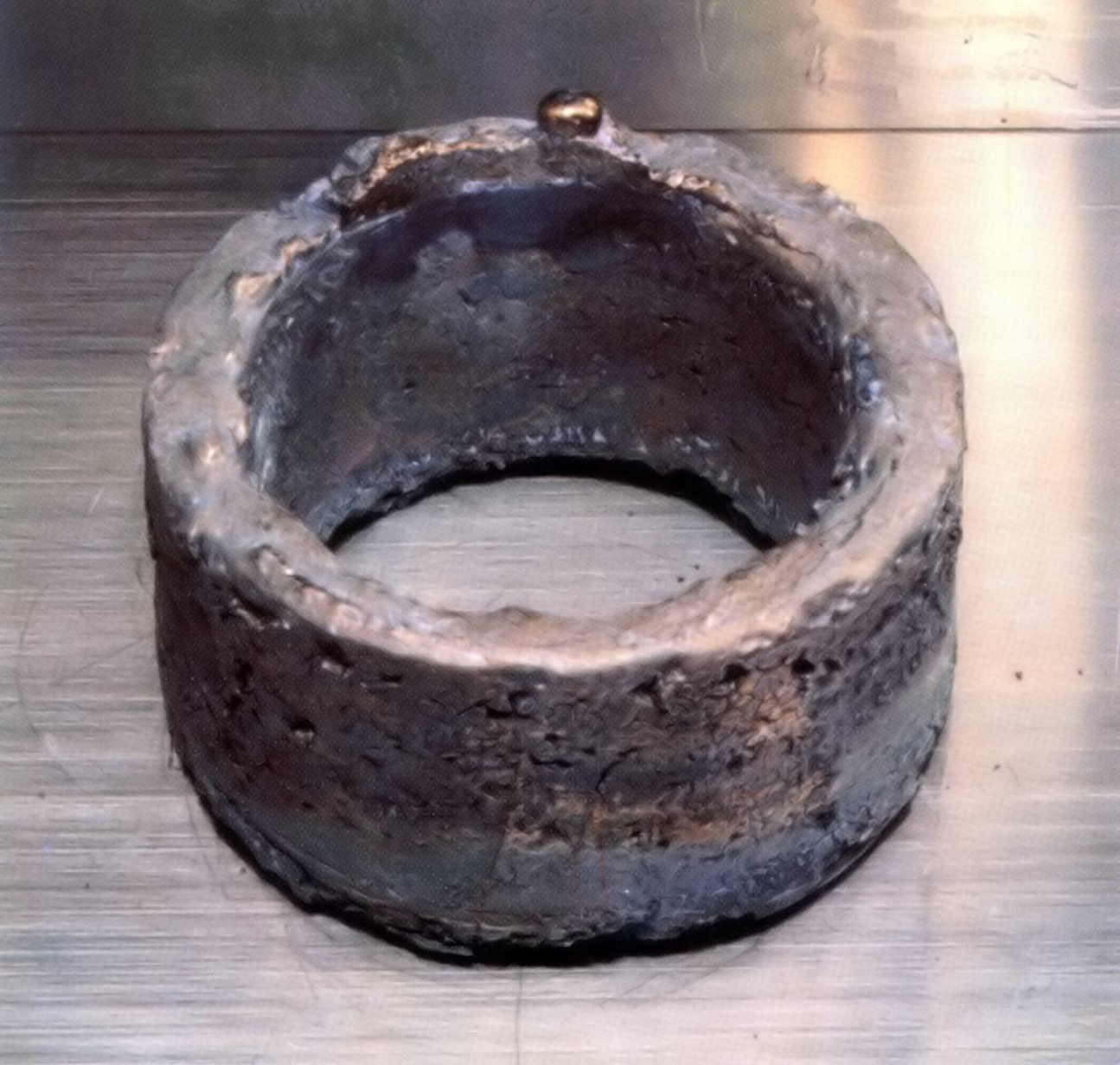
99,96%-os tisztaságú 5,3 kg tömegű, kb 11 cm átmérőjű, biztonságos geometriai konstrukciójú, atombomba magjához alkalmas plutóniumgyűrű

A plutónium 5f alhéján található elektronok átmenetet képeznek a lokalizált és delokalizált állapotok között, így az elemet az egyik legbonyolultabb szerkezetűnek tartják. A plutónium-239, a plutónium-241 az urán-233 és urán-235 fisszilis energiahordozók, azaz képesek láncreakció fenntartására. A fisszilitás kritériuma, hogy az adott atommag képes legyen neutronok által gerjesztett maghasadásra, a magreakció során több neutron keletkezik, amelyek újabb magokat hasíthatnak (láncreakció).
A tiszta plutónium-239 sokszorozási tényezője nagyobb lehet mint 1, azaz a hasadás során keletkező neutronok száma több, mint a reakcióban elfogyó neutronoké (a sokszorozási tényező nem más, mint e két mennyiség hányadosa). Ez azt is jelenti, hogy ha a fém megfelelő mennyiségben és geometriai elrendezésben van jelen, akkor elérheti a kritikus tömeget. A maghasadás során az atommagot egyben tartó kötési energia elektromágneses és kinetikus energia formájában felszabadul (utóbbi nagy része gyorsan termikus energiává alakul). Egy kilogramm plutónium-239 robbanása ekvivalens 21 000 tonna TNT-ével. Ez indokolja széles körű felhasználását a reaktorokban és atomfegyverekben.
A plutónium-239 mellett jelenlévő Pu-240 rontja az atombomba hatékonyságát, mivel relatíve magas a spontán maghasadási sebessége (~440 hasadás/s/gramm, amely több mint 1000 neutron/s/grammot jelent). Ez nagyban megnöveli a predetonáció (idő előtti spontán robbanás) veszélyét, és emiatt csak kisebb hatékonyságú bombát lehet belőle készíteni. Ezért a plutóniumot a benne található plutónium-240 izotóptartalom alapján több minőségi kategóriába sorolják. A 4%-nál kevesebbet tartalmazó fémet az Amerikai Egyesült Államok Haditengerészete fegyverek készítésére használja, az alacsonyabb radioaktivitás miatt ez tárolható a hajó vagy tengeralattjáró legénységének közelében is. A 7%-nál kevesebbet tartalmazót szintén fegyverek készítésére, a 7-19%-ot tartalmazót hajók és tengeralattjárók (nukleáris) üzemanyagaként, a 19%-nál többet tartalmazót pedig erőművekben.

### Kémiai tulajdonságok, vegyületei

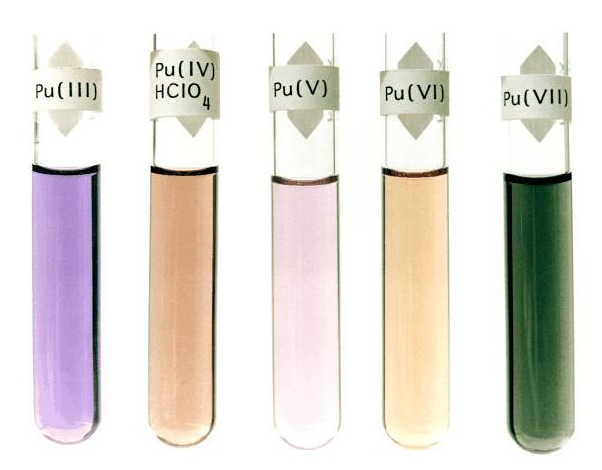
A plutónium különböző oldatbeli oxidációs állapotai

Szobahőmérsékleten a tiszta plutónium szürkés színű, de ha levegőn állni hagyjuk, oxidréteg alakul ki rajta.
Ötféle oxidációs állapot ismert, mellettük az előfordulás formája
- Pu(III), Pu3+ (kék levendula színű)
- Pu(IV), Pu4+ (sárgásbarna)
- Pu(V), PuO+2 (rózsaszín)
- Pu(VI), PuO2+2 (rózsaszínes narancssárga)
- Pu(VII), PuO3−5 (zöld) – ez az oxidációs szám ritka

Az ionok színe az oxidációs számtól és a savanion minőségétől függ. A savanion határozza meg a plutónium komplex vegyületeiben a koordinációs számot. Fémplutóniumot PuF4 báriummal, kalciummal vagy lítiummal való reakciójával állítanak elő 1200 °C-on. Oldódik tömény sósavban, HI-oldatban, perklórsavban (HClO4). Az oxigén és a vízgőz megtámadja, de alkálifémek nem. Az olvasztott fémet vákuum alatt vagy inert atmoszférában kell tárolni elkerülendő a levegővel való reakciót. 135 °C-on levegőn öngyulladó, CCl4-ba helyezve pedig robban.

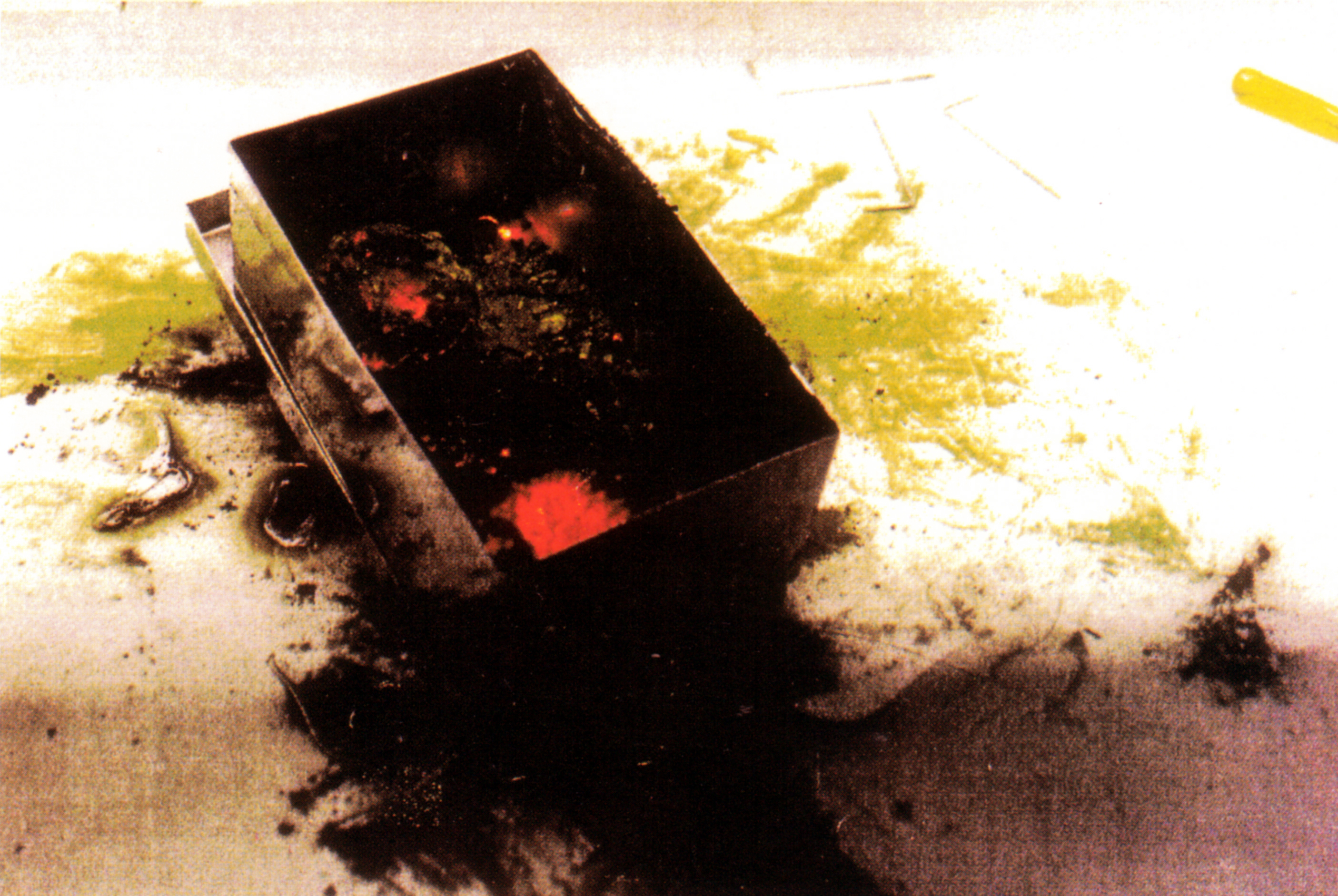
A pirofóros plutónium izzó parázshoz hasonlatos

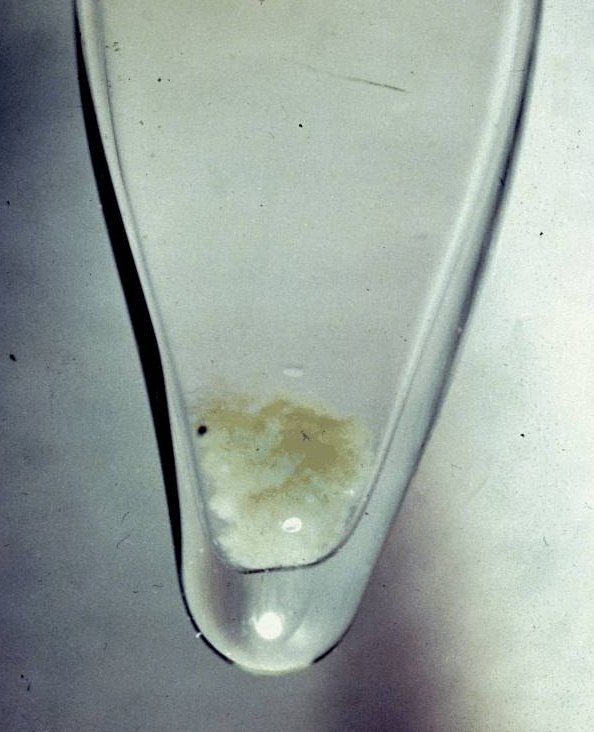
20 mikrogramm tiszta plutónium-hidroxid

A plutónium meglehetősen reaktív fém. Nedves levegőn vagy nedves argonatmoszférában gyorsan oxidálódik különféle oxidok és hidridek keletkezése közben. Ha a fém hosszú ideig van kitéve meghatározott mennyiségű vízgőz hatásának, a felületén PuO2-réteg alakul ki. Plutónium hidrid is keletkezik (PuH2), de vízfeleslegben csak fent említett plutónium-(IV)-oxid. Az oxidréteg miatt a fém pirofóros, azaz öngyulladásra hajlamos, ezért tárolják inert nitrogén vagy argonatmoszférában. Az oxigén jelenléte a nedvesség káros hatását késlelteti passziváló hatása miatt.
Tiszta hidrogénnel nagyon hevesen reagál, ekkor plutónium-hidrid keletkezik. A folyamat reverzibilis. Oxigénnel reagáltatva PuO [plutónium-(II)-oxid], PuO2 [plutónium-(IV)-oxid], és köztes oxidációs állapotú oxidok keletkeznek. A plutónium-oxidok a fémet térfogatának 40%-ával is megnövelhetik. Halogénekkel a PuX3 összegképletnek megfelelő halogenideket képez, ahol X=F, Cl, Br, I, fluorral a 4-es oxidációs számig is elmegy. Oxohalogenidek közül eddig az alábbiakat figyelték meg: PuOCl, PuOBr és PuOI. Szénnel PuC-t képez (~-karbid), nitrogénnel PuN-et (~-nitrid), szilíciummal PuSi2-et (~-szilicid).
Az olvasztótégelyeknek ellen kell állniuk a fém erős redukáló tulajdonságainak, erre a hőálló fémek közül a volfrám és tantál, illetve stabilis oxidjaik, karbidjaik, nitridjeik és szilicidjeik alkalmasak. Kisebb darabok biztonságos öntésére használják még az elektromos ívkemencét is.
Elektronszerkezete meglehetősen bonyolult.

## Fordítás
Ez a szócikk részben vagy egészben  a   Plutonium című angol Wikipédia-szócikk fordításán alapul.  Az eredeti cikk szerkesztőit annak laptörténete sorolja fel. Ez a jelzés csupán a megfogalmazás eredetét és a szerzői jogokat jelzi, nem szolgál a cikkben szereplő információk forrásmegjelöléseként.